# North Tuddenham
North Tuddenham – wieś w Anglii, w hrabstwie Norfolk, w dystrykcie Breckland. Leży 20 km na zachód od Norwich i 144 km na północny wschód od Londynu. Miejscowość liczy 305 mieszkańców.